# Robert Selig
Robert Leigh Selig (Chicago, 29 januari 1939 – Cambridge (Massachusetts), 15 januari 1984) was een Amerikaans componist en muziekpedagoog.

## Levensloop
Selig studeerde aan de Northwestern-universiteit in Evanston (Illinois), waar hij in 1961 zijn Bachelor of Music en in 1962 zijn Master of Music behaalde. Hij studeerde verder en aan de Universiteit van Boston in Boston, Massachusetts en promoveerde aldaar in 1967 tot Ph.D. (Philosophiæ Doctor). Zijn compositie-leraren waren: Donald Martino, Ernst Křenek, Gardner Read en Anthony Donato.
Van 1964 tot 1966 schreef hij verschillende liederen voor United Artists. Vanaf 1968 tot zijn overlijden was hij docent aan het New England Conservatory in Boston, Massachusetts. Tot zijn leerlingen behoorden onder andere Vern Miller Jr. en Frank L. Battisti.

## Composities

### Werken voor orkest
- 1967 Mirage, voor orkest
- 1969 Concerto, voor rockgroep en orkest
- 1978 Symphony, voor rockgroep en orkest
- 1980 Symphony No. 2: “Earth Colors”, zeven portretten voor orkest

### Werken voor harmonieorkest
- 1974 Pomet·comet: 1676, voor harmonieorkest - gebaseerd op een verhaal van Philip, Sachem of the Wampanoags,

### Muziektheater

#### Opera's
| Voltooid in | titel    | aktes  | première                                                                      | libretto      |
| ----------- | -------- | ------ | ----------------------------------------------------------------------------- | ------------- |
| 1971-1972   | Chocorua | 1 akte | 6 augustus 1972, Tanglewood, Berkshire Music Festival's Music Theatre Project | Richard Moore |

### Werken voor koren
- 1968 Islands, voor gemengd dubbel koor en orkest

### Vocale muziek
- 1977 Survival Fragments, zangcyclus voor sopraan en piano - tekst: Richard Moore

### Kamermuziek
- 1982 Quartet, voor kopertrio (trompet, hoorn en trombone) en piano
- Quintet of Dispair, voor blazerskwintet
- Variations, voor koperkwintet

## Publicaties
- Robert Selig: Time and Anthony Powell: A Critical Study